# Billaea grandis
Billaea grandis là một loài ruồi trong họ Tachinidae.